# Reignac, Charente

Reignac este o comună în departamentul Charente, Franța. În 1 ianuarie 2022 avea o populație de 715 de locuitori.